# Medal Rodzajów Wojsk Litewskich Sił Zbrojnych za Zaszczytną Służbę
Medal Rodzajów Wojsk Litewskich Sił Zbrojnych za Zaszczytną Służbę (lit. Lietuvos kariuomenės pajėgų medalis „Už pasižymėjimą”) – litewskie wojskowe odznaczenie resortowe.
Odznaczenie szczebla rodzajów wojsk Litewskich Sił Zbrojnych nadawane jest za szczególne zasługi i wybitną służbę wojskową wykonywaną dla rozwoju i wzmocnienia litewskich sił zbrojnych; za służbę w ekstremalnych warunkach; za zaangażowanie w ratowaniu życia żołnierzy i cywilów w trakcie szkolenia i ćwiczeń.
Medal mogą otrzymać żołnierze służby czynnej.
Odznaczenie ustanowiono w czterech wariantach – dla różnych rodzajów sił zbrojnych:
- Medal Wojsk Lądowych (Lietuvos kariuomenės sausumos pajėgų medalis „Už pasižymėjimą”)
- Medal Sił Powietrznych (Lietuvos kariuomenės karinių oro pajėgų medalis „Už pasižymėjimą”)
- Medal Marynarki Wojennej (Lietuvos kariuomenės karinių jūrų pajėgų medalis „Už pasižymėjimą”)
- Medal Sił Ochotniczych (Lietuvos kariuomenės krašto apsaugos savanorių pajėgų medalis „Už pasižymėjimą”)

Medale Rodzajów Wojsk Litewskich Sił Zbrojnych za Zaszczytną Służbę w precedencji wojskowych odznaczeń resortowych zajmują miejsce po medalach szczebla dowództwa sił zbrojnych.

## Insygnia
Medale dla poszczególnych rodzajów sił zbrojnych różnią się jedynie wstążką.
Oznaką medalu jest srebrny krzyż; na jego pionowe ramię nałożony jest złoty miecz ostrzem do góry. Na ostrze miecza (na przecięciu ramion krzyża) nałożony jest złoty wieniec z liści dębowych.
Oznaka zawieszona jest na białej wstążce o szerokości 32 mm z dwoma czerwonymi paskami o szerokości 5 mm po bokach, odsuniętymi od krawędzi o 1 mm. Pośrodku wstążki – centralny pas o szerokości 14 mm; jego barwa określa rodzaj wojsk, które nadały medal: zielona – wojska lądowe, niebieska – siły powietrzne, czarna – marynarka wojenna, ciemnoczerwona – siły ochotnicze.
| Baretki Medalu Rodzajów Wojsk Litewskich Sił Zbrojnych za Zaszczytną Służbę | Baretki Medalu Rodzajów Wojsk Litewskich Sił Zbrojnych za Zaszczytną Służbę | Baretki Medalu Rodzajów Wojsk Litewskich Sił Zbrojnych za Zaszczytną Służbę | Baretki Medalu Rodzajów Wojsk Litewskich Sił Zbrojnych za Zaszczytną Służbę | Baretki Medalu Rodzajów Wojsk Litewskich Sił Zbrojnych za Zaszczytną Służbę |
| --------------------------------------------------------------------------- | --------------------------------------------------------------------------- | --------------------------------------------------------------------------- | --------------------------------------------------------------------------- | --------------------------------------------------------------------------- |
| Wojska Lądowe                                                               | Siły Powietrzne                                                             | Marynarka Wojenna                                                           | Siły Ochotnicze                                                             |                                                                             |